# Zeuctostyla vidrierata
Zeuctostyla vidrierata là một loài bướm đêm trong họ Geometridae.